# Postscriptum für Anna und Miriam
Postscriptum für Anna und Miriam  (Originaltitel: Postsciptum) ist ein Roman von Maria  Nurowska. Er erschien erstmals 1989. Die deutschsprachige Übersetzung von Albrecht Lempp erschien 1991.

## Inhalt
Im Köln der frühen 1980er Jahre lernt der junge Journalist Hans Benek, der Polnisch gelernt hat, die Dissidentin Anna Łazarska kennen. Im Dezember 1981, vor der Verhängung des Kriegsrechts in Polen, begeht sie Selbstmord. Aus Tonbandaufzeichnungen und Tagebucheinträgen versucht Hans, 
ihr Leben zu rekonstruieren.
Nach dem Zweiten Weltkrieg wächst Anna bei ihrem Vormund Witold Łazarski, einem Rechtsanwalt, auf. Zunächst ist er ein distanzierter und kalter Vater, später entwickelt er sich für die junge Anna allerdings zum Mentor und ermöglicht ihr, Jura und Violine zu studieren. Obwohl Anna während ihrer Schulzeit noch unpolitisch ist, politisiert sie sich zur Zeit der Studentenproteste der '68er Bewegung. Da Anna aus dem Warschauer Ghetto gerettet worden ist, ist sie dem im Nachkriegspolen weiter bestehenden Antisemitismus ausgesetzt. Durch Briefe ihrer Schwester erfährt sie such, dass ihr eigentlicher Name Miriam ist.
Als Witold an Krebs erkrankt und schließlich stirbt, pflegt Anna ihn. Später geht sie nach Köln in Exil, obwohl ihr Deutschland keine zweite Heimat bieten kann. Aus den Aufzeichnungen möchte Hans am Schluss ein Buch erstellen, das den Titel Postscriptum für Anna und Miriam tragen soll.

## Kritik
„.Es ist das zweigeteilte Schicksal einer polnischen Jüdin, die zu Beginn der 80er Jahre vom Geschehen des Zweiten Weltkrieges eingeholt wird und vergeblich versucht, mit sich selbst und der eigenen Geschichte ins reine zu kommen.“

## Ausgaben
- Maria Nurowska: Postscriptum für Anna und Miriam. Fischer Taschenbuch Verlag, Frankfurt am Main 1991, ISBN 3-596-10309-6.